# دغندر
دغندر یک روستا در ایران است که در بخش مرکزی شهرستان شهربابک واقع شده‌است. دغندر ۱۸۶ نفر جمعیت دارد.